# والتر روترفورد
والتر روترفورد (انگلیسی: Walter Rutherford; ۲۳ سپتامبر ۱۸۵۷ – ۱۵ اکتبر ۱۹۱۳) گلف‌باز اهل بریتانیا بود.